# Dillingham Census Area
Dillingham Census Area is een borough in de Amerikaanse staat Alaska.
De borough heeft een landoppervlakte van 48.367 km² en telt 4.922 inwoners (volkstelling 2000).